# Rolante
Rolante là một đô thị thuộc bang Rio Grande do Sul, Brasil. Đô thị này có diện tích 296,992 km², dân số năm 2007 là 19201 người, mật độ 64,65 người/km².